# الخبیصی
الخبیصی (به عربی: الخبیصی) یک منطقهٔ مسکونی در امارات متحده عربی است که در دبی، امارات واقع شده‌است.